# 日本郵便文化振興機構
特定非営利活動法人日本郵便文化振興機構（にほんゆうびんぶんかしんこうきこう、英称: The Japan Institute for Philatelic Promotion,  Specified Nonprofit Corporation、略称: JIPP、ジップ）は、日本のNPO法人（特定非営利活動法人）。世界各国において脈々と受け継がれてきた郵便文化、すなわち郵便サービスの多様な利活用、郵便制度に関する調査･研究及び郵便切手研究･収集等の各種文化活動の、日本及び世界各国におけるさらなる振興･発展を図るとともに、その前提となる環境整備を行うなど、独自の非営利活動を通じ、社会の健全な発展に寄与することをめざしている。

## 概要
事務局のほか調査研究、出版事業、市場振興、慈善事業の各部門を置き、様々な事業を展開している。
市場振興部門は、郵便切手類（切手及び郵便史コレクション料、文献等）の円滑な流通と文化資産の継承を図るため、東京郵便切手類取引所(TOPHEX)の名称で年6回のオークションを運営している。また、郵便切手類の適正な処分・換金について、専門知識を持たない人･団体を対象に相談を受け付けている。
慈善事業部門である使用済切手慈善運動本部では、全国のボランティア組織などに呼びかけ、郵便物に貼付して使用された切手を切り抜いたもの（古切手）を回収する運動を展開。協力団体が古切手を寄贈する毎に一定の助成金（現在は10キロ当たり5,000円）を交付してボランティア組織を幅広く支援している。
普及事業としては、女性向けイベントの開催や、郵便学者の著作を題材としたワークショップを実施しているほか、既存の文化団体への法人会員加入や、イベントに協賛金を拠出・支援することなどによる間接的な社会貢献も行っている。

## 役員
- 代表理事：内藤陽介（郵便学者）
- 代表理事：池田健三郎（経済評論家）
- 代表理事：井上和幸（医師）
- 監　事：大沼幸雄（元株式会社ファミリーマート常務取締役、元伊藤忠商事広報部長）

## 所在地
- 郵便番号：158-0098
  - 住所：東京都世田谷区上用賀6-33-16 ファミリーパーク上用賀402（東急田園都市線用賀駅徒歩18分）

## 沿革・活動
- 2008年7月 - 郵便文化の普及・振興をはかることを目的に日本郵便文化振興機構（任意団体）発足
- 2008年9月 - 事務局を開設
- 2008年11月 - 大阪市において東京郵便切手類取引所(TOPHEX)スター☆オークションの第1回パブリックオークション開催
- 2009年2月 - 特定非営利活動法人に認証される
- 2009年4月 - 設立登記
- 2009年5月 - アジア郵趣連盟(FIAP)主催「香港国際切手展2009」にブースを開設、日本切手及び日本の郵便文化の普及・広報を行う
- 2009年7月～8月 - アジア郵趣連盟(FIAP)主催「ソウル国際切手展2009」にブースを開設、日本切手及び日本の郵便文化の普及・広報を行う
- 2014年8月 - 全日本切手展2014を後援、特別賞（メイプルリーフ金貨 1/4オンス）を寄贈